# Les jours viennent et passent
Les jours viennent et passent est le quatrième roman de l'écrivaine camerounaise Hemley Boum. Cette œuvre de 368 pages, parue en 2020, est un récit sur trois générations qui met en lumière la vie des individus en tant que personnes à part entière, en tant que membres d'une famille, et en tant parties intégrantes d'une société comme celle du Cameroun, un pays marqué par des trouves au moment de son indépendance et qui continue d'en subir du fait des exactions contemporaines de Boko Haram.
L'autrice livre avec Les jours viennent et passent, une œuvre qui abordent même thèmes que de son roman précédent, Les Maquisards (2015). Ce livre, Hemley Boum l’a écrit, sans compromis, rendant justice aux vies effacées par l’Histoire.

## Résumé
Le roman Les jours viennent et passent publié par les éditions Gallimard en 2020, dévoile les destinées entrelacées de trois générations de personnes vivant dans un Cameroun marqué par des troubles de son histoire notamment les luttes pour l’indépendance et les violences contemporaines de Boko Haram,,.
Anna, personnage principal grandit dans l’ombre d’une malédiction familiale. Une famille où les descentes femmes sont toujours emportées par la mort en couches.[pas clair]. Celle-ci, suite de la naissance de sa fille Abi, brise l’anathème car survit après l'accouchement. Plus tard, Anna donne à son tour naissance à son petit-fils Max, qui sera par la suite brisé par le divorce de ses parents. Malgré la douleur de ce dernier, il laisse sa mère Anna l’accompagner dans sa reconstruction. Également entouré de ses amis fidèles Tina, Jenny, Ismaël, Max retrouve peu à peu le sourire avant que certains évènements viennent tous changer encore,,,.
Le roman brosse une galerie de portraits mères, enfants, familles qui luttent pour survivre dans une société patriarcale en crise depuis plusieurs années. L'autrice Hemley Boum y dépeint un Cameroun façonné par des blessures historiques notamment la colonisation, qui a dépouillé le peuple de son estime et de sa spiritualité, et une indépendance fratricide, marquée par le syndrome de Caïn,.
Dans ce pays sans mémoire, une nouvelle génération grandit, déracinée, entre rêves brisés, désespoir et promesses non tenues du gouvernement. Hemley Boum met en exergue l’attraction exercée par Boko Haram sur une jeunesse abandonnée, séduite par les promesse de cette secte qui recrute des jeunes en leur vendant des rêves et transforme les hommes en soldat, et les femmes et les enfants en bombes humaines,.

## Personnages principaux
Les jours viennent et passent met l'accent sur la vie de trois générations de femmes à travers les personnages ,:
- Anna : la mère. En fin de sa vie sur un lit d'hôpital, elle raconte son histoire à sa fille. Anna n'a pas connu sa mère, elle a été élevée par Awaya.
- Abi: la fille de Anna. À la suite d'une liaison adultérine cause l'effondrement de sa famille avec de graves répercussions sur la santé de son fils Max.
- Tina : la petite-fille. De même âgé que Max, Tina est une jeune adolescence qui se retrouve embrigadée dans un camp de Boko Haram et devenue une des femmes du maîtrise du camp. Dans le livre, Tina elle n'est pas du même sang qu'Abi. Mais les péripéties de leur vie commune va amener cette dernière à adapter Tina comme sa propre fille.

Les personnes tels Max, Jenny et Ismaël jouent également un rôle significatif notamment dans la partie consacré au récit des exactions de Boko Haram dans le roman,:
- Max : le fils de Anna épris par la belle Tina.
- Jenny et Ismaël : d'autres amis de Max, qui connaîtront un destin tragique.

## Distinctions
Les Jours viennent et passent a été couronné en 2020 par le prix Ahmadou-Kourouma, qui récompense chaque année, un auteur d’expression française,,.